# Asphinctanilloides
Asphinctanilloides är ett släkte av myror. Asphinctanilloides ingår i familjen myror.
Kladogram enligt Catalogue of Life:
| Asphinctanilloides | \| \| Asphinctanilloides amazona \| \| \| \| \| \| Asphinctanilloides anae \| \| \| \| \| \| Asphinctanilloides manauara \| \| \| \| |
|                    | \| \| Asphinctanilloides amazona \| \| \| \| \| \| Asphinctanilloides anae \| \| \| \| \| \| Asphinctanilloides manauara \| \| \| \| |
|                    | Asphinctanilloides amazona |
|                    | |
|                    | Asphinctanilloides anae |
|                    | |
|                    | Asphinctanilloides manauara |
|                    | |

## Bildgalleri

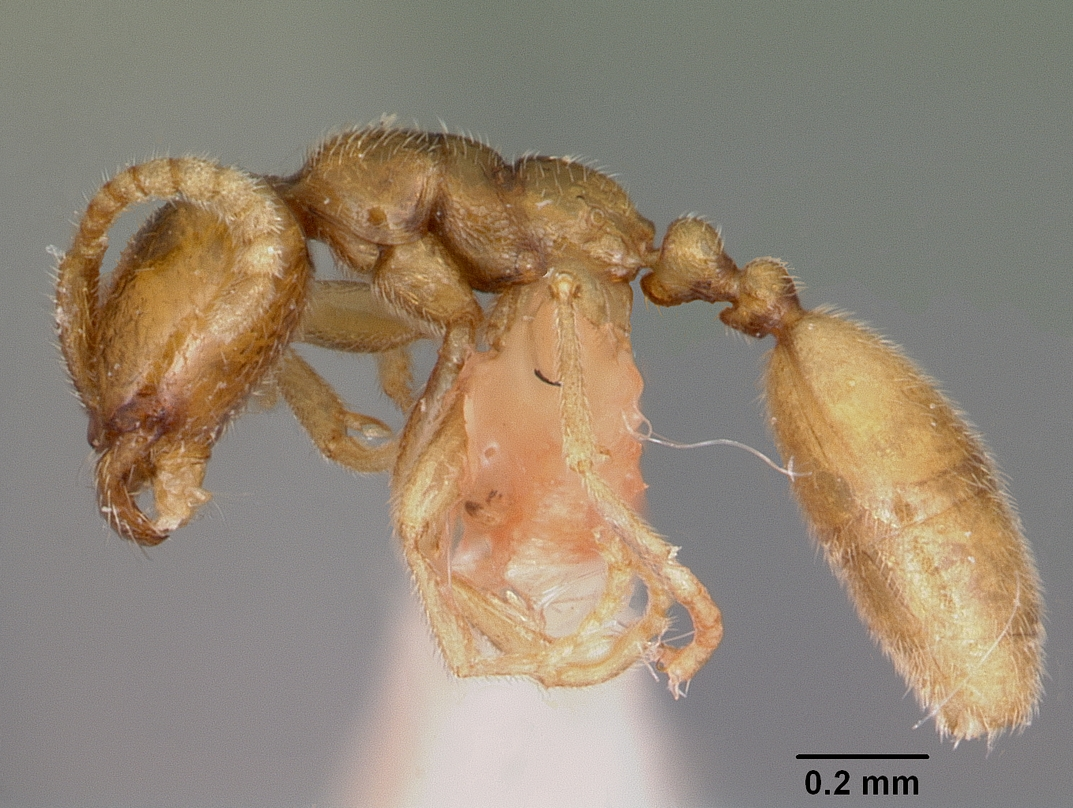